# Baeochelys plagiatus
Baeochelys plagiatus es una especie de coleóptero de la familia Endomychidae.

## Distribución geográfica
Habita en Kenia.